# 니클라스 크론발
니클라스 크론발(스웨덴어: Niklas Kronwall, 1981년 1월 12일 ~ )은 스웨덴의 은퇴한 아이스하키 선수이다. 또한 니클라스 크론발은 현역 시절의 포지션은 수비수로, 현재는 내셔널 하키 리그(NHL)의 디트로이트 레드윙스의 고문이다. 그리고 니클라스 크론발은 현역 시절에 디트로이트 소속으로 16년간 활동했다. 엘리트세리엔의 유르고르덴 IF에서 활동하다가 2000년 NHL 드래프트에서 디트로이트에게 지명된 후 2003년에 디트로이트 레드윙스에 입단하여 은퇴할 때까지 그 팀에서 활약했다. 그의 보디체크는 "Kronwalled"이라는 별칭을 얻을 정도로 그의 상징적인 행위가 되기도 하였다.
스웨덴 국가대표팀 선수로도 활동하여 올림픽과 세계 선수권 대회에서 금메달과 은메달 1개씩 획득했고 2008년 같은 국적인 헨리크 세테르베리와 함께 스탠리컵 우승을 하여 트리플 골드 클럽에 가입했다.